# Peters-Plus-Syndrom
Das Peters-Plus-Syndrom ist eine mit lediglich etwa 20 dokumentierten Fallbeispielen seit der Abgrenzungsbeschreibung 1984 sehr seltene Entwicklungsstörung im vorderen Augenabschnitt. Alternativ wird sie als Krause-Kivlin-Syndrom bezeichnet.
Das Saal-Greenstein-Syndrom wird als Variante betrachtet.

## Ursache
Grundlage des Syndroms sind Mutationen im Beta-1,3-Galactosyltransferase-ähnlichen Gen (B3GALTL). Der Erbgang ist autosomal-rezessiv (OMIM 261540). Das Syndrom ist – wie mit autosomal-rezessiver Vererbung vereinbar – sowohl ein sporadisches Auftreten als auch ein Auftreten in Geschwisterschaften (zum Teil aus Verwandtenverbindungen) bekannt.

## Symptome
Das Syndrom geht in den meisten Fällen einher mit der sogenannten Peters-Anomalie (Petersschen Defektbildung), die sich durch eine Unterentwicklung (Hypoplasie) der vorderen Augenkammer bei einem oder beiden Augen kennzeichnet. Es zeigen sich Hornhauttrübungen mit Verdünnung der Hornhaut, Verklebungen der Regenbogenhaut (Iris) im Kammerwinkel und/oder mit der Hornhautrückfläche (irido-lenticulo-corneale Synechien) sowie Linsenverlagerung und/oder -trübungen. Ein bzw. beide Augen können kleiner als üblich sein (Mikrophthalmie) und bei 5 von 10 betroffenen Kindern besteht ein erhöhter Augeninnendruck (Grüner Star, Glaukom) aufgrund der Fehlbildungen im Kammerwinkel. Augenzittern (Nystagmus) kann auftreten.
Weitere Besonderheiten, die bei Kindern mit dem Peters-Plus-Syndrom gehäuft auftreten, sind u. a.: Minderwuchs mit vergleichsweise kurzen Armen und Beinen, kleine, kurze Hände (Brachydaktylie) und kleine Füße, ungewöhnliche Gelenkbeweglichkeit, kleiner Kopf mit nachgeburtlich unüblich großer Fontanelle, rundem Gesicht, kleinen Ohren, flachem Nasensteg, schmaler (Ober-)Lippe und ausgeprägtem Philtrum, Gaumenspalte, kognitive und motorische Entwicklungsverzögerung, Schallleitungsschwerhörigkeit, eventuell Verengung oder Verschluss des Gehörgangs, Erweiterung der Hirnventrikel, Biegung des kleinen Fingers in Richtung Ringfinger (Klinodaktylie), Erkrankungen der Nieren, Herzfehler und häufige Atemwegserkrankungen. In der Schwangerschaft fällt gehäuft eine ungewöhnlich große Menge Fruchtwasser auf (Polyhydramnion). Teils kommt es zu einer Fehlgeburt.

## Diagnose
Um die Diagnose und das Ausmaß der Fehlbildung abschätzen zu können, wird je nach Alter des Kindes eine Untersuchung unter Narkose vorgenommen. Wenn die Hornhauttrübung sehr ausgeprägt ist, wird auch eine Ultraschalluntersuchung nötig werden.
Als Differentialdiagnose kommen das Cornelia-de-Lange-Syndrom, das Rieger-Syndrom und das Weill-Marchesani-Syndrom in Frage.

## Therapie
Je nach Ausprägung der Symptomatik besteht eine erhebliche Sehbehinderung. Die Fehlbildung ist nicht ursächlich heilbar, sodass eine Therapie lediglich symptomatisch mildernd, jedoch nicht kurativ (heilend) ansetzen kann. Bei hohem Augendruck und/oder bei Linsentrübungen kann eine operative Maßnahme nötig werden. Auch eine Hornhauttransplantation ist denkbar.